# Centroptilum victoriae
Centroptilum victoriae är en dagsländeart som beskrevs av Mcdunnough 1938. Centroptilum victoriae ingår i släktet Centroptilum och familjen ådagsländor. Inga underarter finns listade i Catalogue of Life.